# Юозас Будрайтіс
Юо́зас Будра́йтіс (лит. Juozas Budraitis, нар. 6 жовтня 1940, c. Ліпінай, Литва) — радянський і литовський актор театру та кіно. Заслужений артист Литовської РСР (1984). Народний артист Литовської РСР (1982). Лауреат Національної премії Литви у галузі культури та мистецтва (2013).

## Життєпис
Народився в сім'ї селянина. В 1945 переїхав до Клайпеди, а в 1955 в Швекшне. Брав участь в шкільній самодіяльності, був виключений з 9 класу за хуліганство, працював теслею в Клайпеді. Відслуживши строкову в лавах Радянської Армії, вступив на юридичний факультет Вільнюського університету.
Дебютував у кіно в 1961 в епізоді фільму «Коли зливаються ріки». Навчаючись на 3 курсі університету, був запрошений режисером В. Жалакявічусом на роль Йонаса в знаменитий фільм «Ніхто не хотів помирати», який зробив його популярним. Перевівшись на заочне відділення університету (яке закінчив у 1969 р.), почав активно зніматися, у тому числі за кордоном. 
З 1969 — актор Литовської кіностудії. Яскравий представник «литовської школи», найзначніші ролі у фільмах «Почуття», «Четвертий», «З тобою і без тебе», «Інспектор Гулл», «Факт», «Небезпечний вік», «Крадіжка», «Грішник».
В 1976—1978 навчався на Вищих курсах сценаристів і режисерів при Держкіно СРСР у Москві, після чого був запрошений своїм однокурсником Йонасом Вайткусом на роботу в Каунаському драматичному театрі (Вайткус був тоді його головним режисером). Зіграв ряд значних театральних ролей.
Режисерська кар'єра Ю. Будрайтіса не склалася після фактичного провалу його дебютного фільму «Місто птахів» (1982) за оповіданням Ю. Олеші.
З 1996 аташе з культури посольства Литовської Республіки в Росії.
До 2010 року активно знімався у вітчизняних і російських телесеріалах.

## Творчість

### Ролі в театрі
- 1980 — «Будівельник Сольнес» Г. Ібсена — Сольнес
- 1980 — «Шарунас» В. Крево — князь Шарунас
- 1982 — «Сині коні на червоній траві» Михайла Шатрова — Ленін
- 1983 — «Калігула» Альбера Камю — Херея
- 1985 — «Рядові» А. А. Дударева — Дервоед
- 1985 — «Річард II» В. Шекспіра — король Річард II
- 1986 — «Будинок для престарілих» М. Кореса — Нікос

Режисер усіх постановок — Й. Вайткус

### Ролі в кіно
- 1961 — Коли зливаються річки — епізод
- 1966 — Ніхто не хотів помирати — Йонас Локіс
- 1966 — На глухому хуторі (інша назва — Колодязь) — хуторянин Матас Кряуза
- 1967 — Дівчина в чорному — Танел, молодий рибалка
- 1968 — Щит і меч — Отто фон Дітріх
- 1968 — Почуття — Андрюс
- 1968 — Служили два товариші — працівник штабу
- 1969 — Колонія Ланфієр (ЧССР) — Горн
- 1969 — Червень, початок літа — Науекайтіс, керуючий тресту
- 1969 — Білі дюни — Батько
- 1970 — Вся правда про Колумба — революціонер Пабло
- 1970 — Чоловіче літо — брати Зігмас і Альгіс Альсіси
- 1970 — Хай буде життя! — Альбінас
- 1971 — Король Лір — Король Французький
- 1971 — Ця клята покірність — сільський скрипаль Мікалюкас
- 1971 — Рудобельська республіка — Соловей
- 1971 — Маленька сповідь
- 1972 — Четвертий — Бен Кроу
- 1972 — Це солодке слово — свобода! — Феліс
- 1973 — З тобою і без тебе — Федір Базирін
- 1973 — Чорний капітан — Брассар
- 1973 — Людина в штатському — розвідник Сергій
- 1974 — Блокада — Арнім Данвіц
- 1975 — Садуто-туто — скульптор Пятрас
- 1975 — Час-не-чекає — Елам Харніш
- 1976 — Легенда про Тіля
- 1976 — Підранки — Олексій Бартенєв (озвучив Микола Губенко)
- 1976 — Втрачений дах — Гедимінас Джюгас (озвучив Олександр Дем'яненко)
- 1977 — Життя і смерть Фердинанда Люса — Ганс Дорнброк
- 1977 — Загублений кров — Гедімінас Джюгас
- 1978 — Вороги — Микола Скробот
- 1978 — Оксамитовий сезон — Шухов
- 1978 — Кентаври
- 1979 — Інспектор Гулл — Гулл
- 1980 — Мільйони Ферфакса — Ентоні Ферфакс
- 1980 — Карл Маркс. Молоді роки — Арнольд Руге
- 1980 — Велике нічне купання (Болгарія) — Валентин Стефанов, інженер
- 1980 — Життя прекрасне — Гомес
- 1980 — Факт — лейтенант Юзефас Шакніс
- 1981 — Небезпечний вік — Наркис
- 1982 — Крадіжка — Говард Нокс
- 1982 — Медовий місяць в Америці — Джордж Стікер
- 1982 — Післязавтра, опівночі — Пчелінцев
- 1982 — Нікколо Паганіні — Гектор Берліоз
- 1982 — Загадка колонії втікачів (НДР) — Комісар Лопес
- 1983 — Карусель — Лев
- 1983 — Повернення з орбіти — космонавт Кузнєцов
- 1984 — Багач, бідняк… — Дентон
- 1984 — Європейська історія — Ніколс
- 1984 — Сповідь його дружини — Йонас
- 1984 — Останній візит — Джек
- 1985 — День гніву — журналіст Бетлі
- 1985 — Битва за Москву — Ріхард Зорге
- 1986 — Гра хамелеона
- 1986 — Усі проти одного
- 1987 — Недільний день в пеклі
- 1987 — Загін
- 1988 — 13-й апостол
- 1988 — Русалочі мілини — Клемент Бентсон
- 1988 — Лапта
- 1988 — Грішник — робочий Маслов
- 1988 — Будинок без виходу — Старо
- 1989 — Помста
- 1989 — Кішкодав Сільвер
- 1989 — Під небом блакитним...
- 1989 — Загадка Ендхауза — Вайз
- 1990 — Наша дача — Гена Козлов
- 1990 — Прости нас, мачуха Росія — Русаков
- 1991 — Божевільна Лорі — Ендрю Макдьюі
- 1991 — Не питай мене ні про що
- 1991 — Слід дощу
- 1993 — Аномалія
- 1993 — Трагедія століття — Ріхард Зорге
- 1994 — Будинок на камені
- 1994 — Чарівність диявола
- 1995 — Я не знаю, хто я
- 1997 — Митар
- 1998 — Класик — Савицький
- 1999 — Російський бунт — губернатор Оренбурга
- 2000 — ДМБ — генерал
- 2001 — Колекціонер
- 2001 — Російські амазонки
- 2001 — Даун Хаус — генерал Єпанчин(озвучив Борис Хімічев)
- 2002 — Литовський транзит — Візгірда
- 2003 — Москва. Центральний округ
- 2003 — Денний представник
- 2004 — Зимовий роман — Іван
- 2004 — Анастасія Слуцька
- 2004 — Загибель імперії — Кранц
- 2005 — Сага древніх булгар. Сказання Ольги Святий
- 2005 — Сага древніх булгар. Лествиця Володимира Красне Сонечко
- 2005 — КДБ у смокінгу — Барон Гескін
- 2005 — Ар'є
- 2006 — Погоня за ангелом — Петро Архангельський
- 2006 — Плата за любов — Георгій Матвійович
- 2007 — Вовкодав з роду Сірих Псів — Дунгорм
- 2007 — Танкер «Танго»
- 2007 — Капкан
- 2007 — Формула стихії — Сілін
- 2007 — Борг — Старий
- 2008 — Фото моєї дівчини
- 2008 — Апостол — Штайнгніц
- 2009 — Перша спроба — Ростислав Олексійович, міністр
- 2009 — Північний вітер — Карл Рейсман
- 2009 — Чорна блискавка — вчений Єлізаров
- 2009 — Кромов — Керуючий
- 2010 — Хімік — Генрі
- 2014 — Білі Роси. Повернення — Андрій Ходас та ін.
- 2020 — Ферзевий гамбіт — Дідусь-шахіст у парку